# Girton

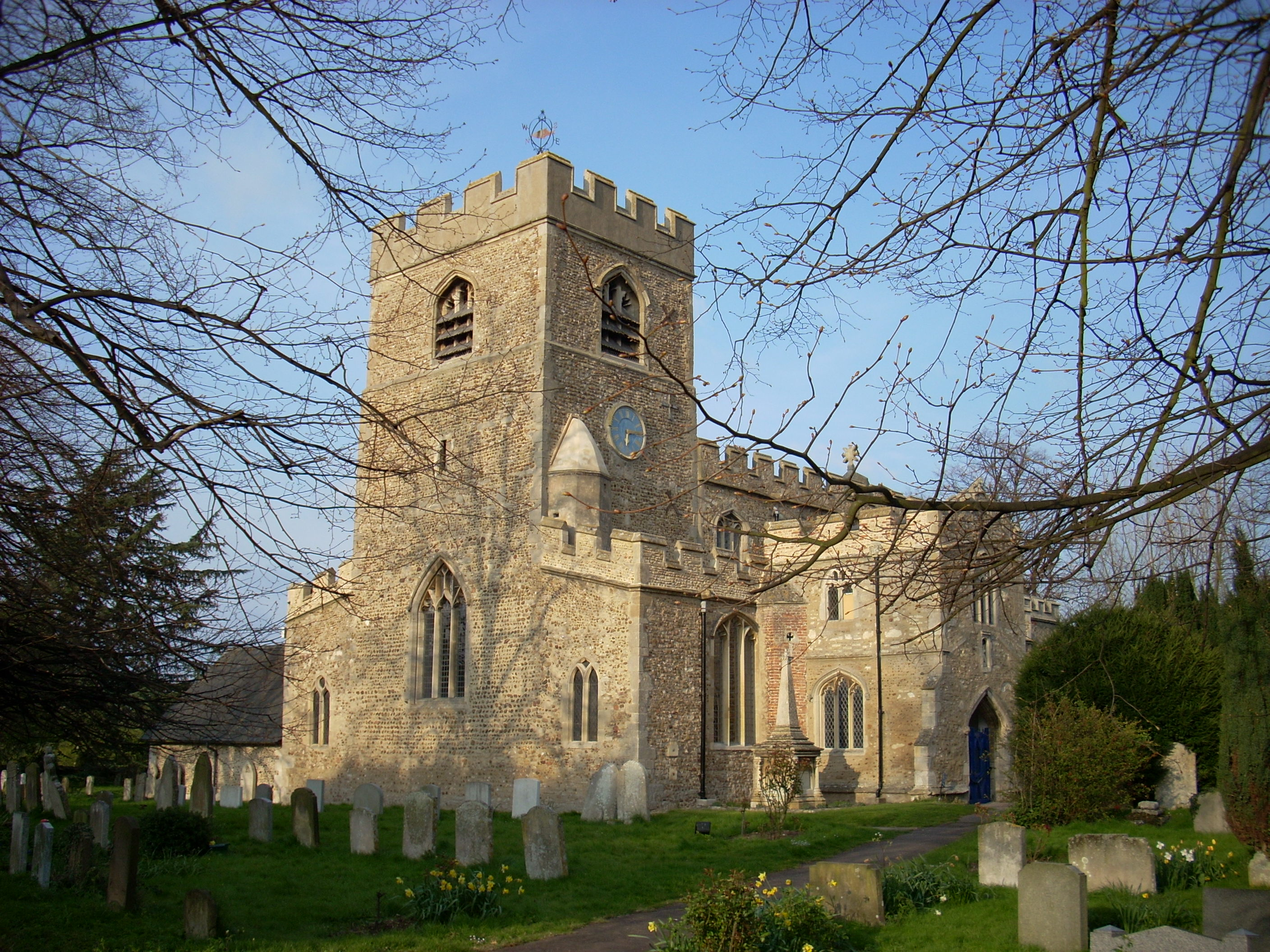
Girton, St. Andrews

Girton ist eine Kleinstadt in Cambridgeshire in England etwa drei Kilometer nordwestlich von Cambridge. Der Ort mit etwa 1600 Haushalten hat circa 4500 Einwohner.

## Geschichte
Die Gegend um Girton war wahrscheinlich bereits vor der Zeit der Angelsachsen besiedelt. Der ursprüngliche Name des Ortes Gretton, was so viel wie Ort am Kies (engl. gravel) bedeutete, da die ersten Gebäude entlang einer Kiesbank gebaut waren. Die St. Andrews Church gehört zu den ältesten noch bestehenden Bauwerken der Stadt.

## Lage in Großbritannien
Girton ist über die Huntingdon Road mit Cambridge verbunden und liegt wie Cambridge im Südosten Englands, nordöstlich von London (66 Meilen) und östlich von Oxford (120 Meilen). Von Liverpool ist Girton 190 Meilen entfernt, von Birmingham 95 Meilen.

## Bauwerke
In Girton gibt es das Girton College von 1872, das zur Cambridge University gehört. Außerdem eine Schule und einen großen Sportplatz, den Histon Football Ground. Sehenswert ist auch die Andreaskirche.

## Verkehr
Mit dem Bus Nr. 5 kommt man innerhalb von 10 Minuten nach Cambridge. Für das Auto gibt es gut gepflasterte Straßen.